# Paweł Stok
Paweł Stanisław Stok (Ternopil, 22 de março de 1913 - Cracóvia, 18 de agosto de 1993) é um ex-basquetebolista ucraniano que integrou a seleção polonesa que competiu nos VI Jogos Olímpicos de Verão realizados em Berlim em 1936.